# Cédric Si Mohamed

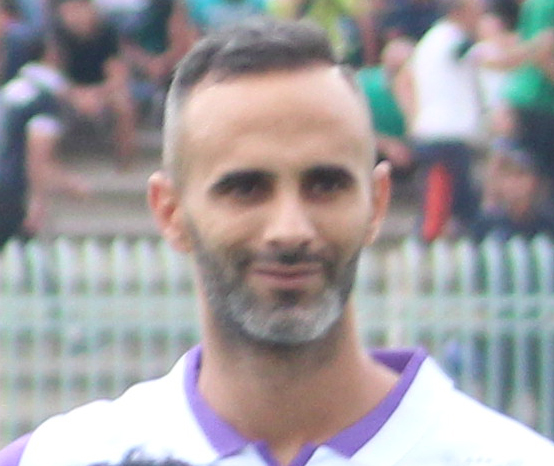
Cédric Si Mohamed

Cédric Si Mohamed (Roanne, 9 de janeiro de 1985) é um futebolista profissional argelino que atua como goleiro, atualmente defende o CS Constantine.

## Carreira
Cédric Si Mohamed representou o elenco da Seleção Argelina de Futebol no Campeonato Africano das Nações de 2013.